# Theano cinerea
Theano cinerea är en tvåvingeart som beskrevs av Robineau-desvoidy 1863. Theano cinerea ingår i släktet Theano och familjen parasitflugor.
Artens utbredningsområde är Frankrike. Inga underarter finns listade i Catalogue of Life.